# Dziwle
Dziwle – wieś w Polsce położona w województwie łódzkim, w powiecie piotrkowskim, w gminie Grabica.
W latach 1975–1998 miejscowość administracyjnie należała do województwa piotrkowskiego.

## Historia
Właścicielami dóbr Dziwle znajdujących się na terenie parafii w Srocku byli m.in. :
- Mikołaj Muśnicki (1767 - 1840),
- Józef Muśnicki (1812 - 87) syn Mikołaja,
- Julian Truszkowski (1830 - 90) mąż Joanny Muśnickiej, córki Józefa, zmarły w Dziwlach 29 lipca 1890.

## Zabytki
Według rejestru zabytków Narodowego Instytutu Dziedzictwa na listę zabytków wpisane są obiekty:
- park dworski, nr rej.: 298 z 31.08.1983
- spichlerz, 1849, nr rej.: 566-IX-75 z 22.03.1952